# Sangre eterna
Sangre Eterna es una película chilena de terror del año 2002. Dirigida y escrita por Jorge Olguín, protagonizada por Blanca Lewin, Juan Pablo Ogalde, Patricia López, Claudio Espinoza y Pascale Litvak. 

## Argumento
Carmilla, una estudiante de periodismo, conoce a "M" en una clase de filosofía. Este la introduce a un grupo de amigos que participan en un peculiar juego de rol llamado "Sangre eterna", a partir del cual, más tarde, conocerán a Dahmer, un sujeto que realiza rituales vampíricos. En estas ceremonias, "M" comienza a ver cosas realmente extrañas, como que sus amigos se transformen en vampiros, por lo que buscará la forma de detener la cruzada de Dahmer.

## Elenco
- Blanca Lewin - Carmilla
- Juan Pablo Ogalde - M
- Pascale Litvak - Pancha
- Patricia López - Elizabeth
- Claudio Espinoza - Martín
- Carlos Borquez - Dahmer

La modelo Ximena Huilipán actuó en un papel secundario.

## Estreno
Sangre Eterna se estrenó en cines chilenos el 31 de octubre de 2002 y fue lanzada en DVD en Chile el 2003. Fangoria Films la lanzó en DVD en Estados Unidos bajo el título de Eternal Blood.